# 建石修志
建石 修志（たていし しゅうじ、1949年12月8日 - ）は、日本の画家。

## 人物
東京都生まれ。作家立松由記夫（本名・建石大介）の次男。東京都立小平高等学校を経て、東京藝術大学美術学部卒業。
鉛筆による幻想的な絵で知られ、『幻想文学』の表紙絵のほか挿画などで活躍する。

## 著書
- 鉛筆で描く 紙と鉛筆がつくるファンタジックな世界 美術出版社 1977.12 （新技法シリーズ）
- 標本箱の少年 画集 ペヨトル工房 1990.1
- ふしぎなもくば 『アラビアン・ナイト』より 世界文化社 c1994

## 主な挿画
- 悪徳の暹羅双生児もしくは柱とその崩壊 相沢啓三 沖積舎 1976.10
- ノヴァーリス童話集 牧神社 1977.8
- ネズミさんこっちをむいて 舟崎靖子 偕成社 1982.1
- 炎のように鳥のように 皆川博子 偕成社 1982.5
- 太陽の牙 浜たかや 偕成社 1984
- 火の王誕生 浜たかや 偕成社 1986
- 遠い水の伝説 浜たかや 偕成社 1987
- 星夜/施術者たち 渋沢孝輔 思潮社 1987.10
- 不思議の森の裁判 田中敏郎 河出書房新社 1996.3
- 浮揚譚 舟崎克彦 パロル舎 1998.4
- 虹の獄、桜の獄 竹本健治 河出書房新社 2005.10